# Otto von Mengden

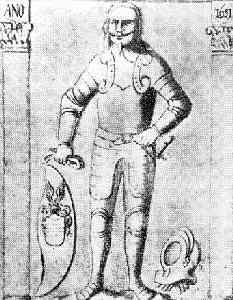
Grabstein Otto von Mengdens im Dom zu Riga, Illustration von Johann Christoph Brotze (1742–1823)

Otto von Mengden, seit 1653 Freiherr von Altenwoga, (* 1596; † 16. Februarjul. / 26. Februar 1681greg.) war ein livländischer Landespolitiker.

## Leben

### Herkunft und Familie
Otto war Angehöriger des livländischen Adelsgeschlechts Mengden. Seine Eltern waren der Erbherr auf Kussen und Maikendorf Jürgen von Mengden († 1622) und Magdalene, geborene von Vietinghoff, verwitwete Uexküll.
Er vermählte sich 1624 in erster Ehe mit Gertrud von Rosen (1589–1651). In zweiter Ehe heiratete er 1653 Johanna Jakobina Freiin Khevenhüller, eine Tochter des schwedischen Reichsrates und Generals Paul Khevenhüller (1593–1655). Bereits im fortgeschrittenen Alter trat er 1668 mit Helena Freiin von Ungern-Sternberg ein drittes Mal in den Stand der Ehe.
Sein einziges Kind war der Sohn Gustav von Mengden (1625–1688), der schwedischer Generalmajor und ebenfalls livländischer Landespolitiker wurde.
Am 12. Juli 1653 wurde Otto von Mengden als Freiherr von Altenwoga in den schwedischen Freiherrenstand gehoben.

### Werdegang
Mengden erbte das väterliche Stammgut Kussen und übernahm in der Erbteilung die Landgüter Maikendorf und Roperbeck. Letztere trat er aber bald an seinen Bruder ab. 1625 bekam er vom König Ogershof mit Eken verliehen, die 1653 zur Freiherrschaft Altenwoga vereinigt wurden. Seine erste Gattin trug ihm zudem Idsel, Lappier und Sinohlen zu. Schließlich hat er 1664 noch Helfreichshof und 1667 Lubey käuflich erworben, womit er über einen sehr umfangreichen und auskömmlichen Gutsbesitz verfügte und somit zu den wohlhabendsten Männern Livlands seiner Zeit zählte.
Er gehörte seit 1629 dem Kommissorialgericht an, welches die Besitzverhältnisse nach der schwedischen Landnahme regeln sollte. Ebenfalls im Jahr 1629 entsandte ihn die Ritterschaft als Diplomat an den Hof nach Stockholm, wo er am 18. Mai 1629 deren Privilegien erfolgreich konfirmieren ließ. 1634 nahm er in Stockholm an den Begräbnisfeierlichkeiten des Königs teil. Zu dem Anlass verhandelte er im Reichstag als Delegierter der Ritterschaft auch verschiedene Sachverhalte, wobei er nicht in allen Punkten erfolgreich war. Die Privilegienbestätigung von 1629 wurde anerkannt und die Ritterschaft durfte fortan einen Ritterschaftshauptmann zur Leitung der Landtage wählen.
Als Oberst der Adelfahne konnte er 1636 Sunzel von den Polen zurückerobern. Etwa in dieser Zeit war er auch Landrichter in Kokenhusen.
Mengden gilt als Begründer des Ritterschaftsarchivs, da er durch Aufwendung von 2000 Talern aus eigenen Mitteln relevante Urkunden zusammentragen ließ. Zu Beginn des Jahres 1643 wählte ihn die Ritterschaft zum livländischen Landmarschall und im Herbst desselben Jahres zum Landrat. Als Führer einer Delegation der Ritterschaft nach Stockholm, erwirkte er die Einsetzung eines Landesrates, später Landeskollegium genannt, das bis 1920 das ausführende Organ der livländischen Selbstverwaltung blieb. 1648 verhandelte er erneut erfolgreich in Stockholm die Verdopplung der Landräte und Amtsdauer des Landmarschalls auf drei Jahre.
Als Landespolitiker, Diplomat und Führer der Ritterschaft hat er wesentliches und nachhaltiges für seine Heimat gestaltet. Mengden wurde im Dom zu Riga beigesetzt.